# Josep Domingo-Ferrer
Josep Domingo i Ferrer (Sabadell, 26 de juliol de 1965) és un catedràtic distingit de ciència de la computació i investigador ICREA Acadèmia de la Universitat Rovira i Virgili. Des del 1996 dirigeix a la URV el grup de recerca CRISES-Seguretat i privadesa. El 2007 va fundar –i des de llavors la dirigeix– la Càtedra UNESCO de Privadesa de dades. És, a més, escriptor de literatura.
És llicenciat en informàtica (1988, Premi Extraordinari de Llicenciatura), doctor en informàtica (1991) per la Universitat Autònoma de Barcelona, com també llicenciat en matemàtiques (1995).
Els seus interessos i la seva obra de recerca inclouen la privadesa i la protecció de dades, la seguretat de la informació, el secret estadístic i els protocols criptogràfics. Les seves contribucions s'han orientat a conciliar la privadesa, la seguretat i la funcionalitat en els serveis de la societat de la informació. En aquests àmbits és autor de 5 patents i de més de 360 articles entre revistes, congressos i llibres.
El gener de 2016 el van nomenar membre numerari de l'Institut d'Estudis Catalans. El 2014 va rebre un Faculty Research Award de Google. Ha guanyat dues vegades el Premi ICREA-Acadèmia (2008 i 2013). El 2013 va ser nomenat professor distingit per la Universitat Rovira i Virgili. El 2012 va rebre la Medalla Narcís Monturiol al mèrit científic de la Generalitat de Catalunya, per les seves contribucions a les tecnologies de privadesa de la informació. El mateix 2012 va ser elegit membre de l'Acadèmia Europea i de l'International Statistical Institute. El 2011 va ser nomenat Fellow de l'IEEE (Institute of Electrical and Electronics Engineers). Entre 2007 i 2008 va guanyar quatre premis d'emprenedoria. El 2004 va rebre el premi TOYPS 2014 de la Jove Cambra Internacional Catalunya-Federació Catalana de Joves Cambres. El 2003 va ser coreceptor del premi Salvà i Campillo de recerca, atorgat per l'Associació Catalana d'Enginyers de Telecomunicació-ACET.
Des del 15 de desembre de 2015 és director acadèmic de Programa Serra Húnter de la Generalitat de Catalunya, orientat captar talent per al professorat de les universitats públiques de Catalunya.
El 2018 va guanyar el Premi de Novel·la Valldaura-Memorial Pere Calders amb l'obra Miratge alemany.
És nebot del pintor Joan Ferrer Vallbona.